# Корни, Эд
Эд Корни (англ. Ed Corney; 9 ноября 1933, Гавайи, США — 1 января 2019) — профессиональный культурист. Победитель турниров:
- Мистер Юниверс 1972
- Мистер Интернэшнл 1974

Внесен в Зал Славы IFBB.

## Биография
Родился 9 ноября 1933 года на Гавайских островах. Корни переехал в континентальную часть США. В 1950 году поступил на службу в береговую охрану, работал в Нью-Йорке. Вскоре переехал в Калифорнию, где серьёзно занялся бодибилдингом.

### Карьера спортсмена
В 1967 году победил в соревнованиях «Мистер Фремонт».
Участвуя в чемпионатах Калифорнии, в 1968 году одержал победы на «Сердце Калифорнии», «Мистер Северная Калифорния» и «Мистер Золотой Запад».
В 1970 году выиграл конкурс «Iron Man». В следующем году последовала череда побед на «Мистер Калифорния» и «Мистер США».
В 1972 в конкурсе «Мистер Америка» занял 1-е место.
Самой значимой победой Эда Корни в карьере бодибилдера стала «Мистер Вселенная» 1972 года.
В 1974 году спортсмен получил проф карту IFBB. Дебютировал на «Мистер Олимпия» 1975 года и занял 2-е место в категории «Легкий вес». В течение последующих семи лет успешно выступал на профессиональных конкурсах «Мистер Олимпия» и «Ночь Чемпионов».
Закончил карьеру в соревновательном бодибилдинге в 1983 году, заняв 14 место на «Мистер Олимпия 1983».
В 1994 году 61-летний спортсмен вернулся в бодибилдинг и успешно выступал на соревнованиях ветеранов. В 1994 и в 1995 года на «Мастер Олимпия» занял 1-е место в своей возрастной категории. Успешно выступил на «Мастер Олимпия 1997», заняв второе место в своей категории. В 1998 году, после конкурса «Арнольд Шварценеггер Классик», Эд Корни окончательно покинул помост.
В 1999 году состояние здоровья пожилого атлета резко ухудшилось. Он перенес инфаркт, ставший следствием операции на плече, и впал в кому. Проведя в коме несколько месяцев, не мог самостоятельно ходить, но прошёл курс реабилитации и вернулся к активному образу жизни.

## Антропометрия
- Рост 170 см
- Соревновательный вес 88 кг
- Грудная клетка 112 см
- Талия 76 см
- Бицепс 46 см
- Бедро 61 см
- Голень 42 см

## Силовые показатели
- Жим лежа 183 кг
- Присед 221 кг
- Становая тяга 228 кг
- Сумма 632 кг

## История выступлений
Соревнование Место
- Арнольд Шварценеггер мастерз 1998 10
- Мастер Олимпия 1997 2 в категории Мастера 60+
- Мастер Олимпия 1996 11
- Мастер Олимпия 1995 11
- Мастер Олимпия 1995 1 в категории Мастера 60+
- Мастер Олимпия 1994 10
- Мастер Олимпия 1994 1 в категории Мастера 60+
- Мистер Олимпия 1983 14
- Мистер Олимпия 1981 13
- Ночь чемпионов 1980 4
- Гран При Майами 1980 6
- Гран При Пенсильвания 1980 6
- Мистер Олимпия 1980 11
- Питсбург Про 1980 6
- Чемпионат мира Про 1980 —
- Ночь чемпионов 1979 8
- Гран При Канада 1979 —
- Гран При Пенсильвания 1979 —
- Мистер Олимпия 1979 9 в категории −200 lb (до 90,7 кг)
- Питсбург Про 1979 8
- Чемпионат мира Про 1979 5
- Ночь чемпионов 1978 5
- Мистер Олимпия 1978 7
- Мистер Олимпия 1978 4 в категории −200 lb (до 90,7 кг)
- Мистер Олимпия 1977 3
- Мистер Олимпия 1977 2 в категории −200 lb (до 90,7 кг)
- Мистер Олимпия 1976 3 в категории −200 lb (до 90,7 кг)
- Мистер Олимпия 1975 2 в категории −200 lb (до 90,7 кг)
- Чемпионат мира Про 1975 2 в категории Легкий вес
- Мистер Интернэшнл 1974 1 в категории низкий рост
- Мистер Интернэшнл 1972 1 в категории низкий рост
- Мистер Юниверс 1972 1
- Мистер Юниверс 1972 1 в категории средний рост
- Мистер Юниверс 1971 3 в категории до 173 см (до 5’8")